# Хайнрих XLII (Ройс-Шлайц)
Хайнрих XLII Ройс-Шлайц (на немски: Heinrich XLII Fürst Reuss zu Schleiz; * 27 февруари 1752, Льома, Тюрингия; † 17 април 1818, Шлайц, Тюрингия) е граф на Ройс-Шлайц (1784 – 1806) и княз на Ройс-Шлайц (1806 – 1818).

## Биография
Той е син на граф Хайнрих XII Ройс-Шлайц (1716 – 1784) и първата му съпруга графиня Кристина фон Ербах-Шьонберг (* 5 май 1721, Шьонберг; † 26 ноември 1769, Шьонберг), дъщеря на граф Георг Август фон Ербах-Шьонберг (1691 – 1758) и графиня Фердинанда Хенриета фон Щолберг-Гедерн (1699 – 1750). Баща му Хайнрих XII Ройс-Шлайц се жени втори път на 13 юли 1770 г. в дворец Филипсайх за графиня Кристина Фердинанда фон Изенбург-Бюдинген-Филипсайх (1740 – 1822).
Хайнрих XLII Ройс-Шлайц става княз през 1806 г. Той умира на 17 април 1818 г. на 66 години в Шлайц.

## Фамилия
Хайнрих XLII Ройс-Шлайц се жени на 10 юни 1779 г. в Кирхберг ан дер Ягст, Щутгарт за принцеса Каролина фон Хоенлое-Кирхберг (* 11 юни 1761, Кирхберг; † 22 декември 1849, Шлайц), дъщеря на княз Кристиан Фридрих Карл фон Хоенлое-Кирхберг (1729 – 1819) и принцеса Луиза Шарлота фон Хоенлое-Лангенбург (1732 – 1777). Те имат осем деца, от които само три порастват:
- Кристина Филипина Ройс (* 9 септември 1781, Шлайц; † 30 септември 1866, Шлайц), принцеса, неомъжена
- Хайнрих LVIII, граф Ройс (*/† 28 ноември 1782, Шлайц)
- Фердинанда графиня Ройс (* 16 март 1784, Шлайц; † 11 юли 1785, Шлайц)
- Хайнрих LXII Ройс-Шлайц (* 31 май 1785, Шлайц; † 19 юни 1854, Гера), княз на Ройс-Шлайц (1818 – 1854), неженен
- Хайнрих LXV, граф Ройс (* 10 април 1788, Шлайц; † 19 август 1790, Гера)
- Хайнрих LXVII Ройс-Шлайц (* 20 октомври 1789, Шлайц; † 11 юли 1867, Гера), княз на Ройс-Шлайц (1854 – 1867), генерал на кавалерията, женен на 18 април 1820 г. в Еберсдорф за принцеса Аделхайд Ройс-Еберсдорф (* 28 май 1800, Еберсдорф; † 25 юли 1880, Гера), дъщеря на княз Хайнрих LI Ройс (1761 – 1822) и графиня Луиза фон Хойм (1772 – 1832)
- Хайнрих LXVIII, граф Ройс (* 4 юли 1791, Шлайц; † 12 август 1792, Шлайц)
- Хайнрих LXXI, граф Ройс (* 7 август 1793, Шлайц; † 29 януари 1794, Шлайц)